# Iosevka
Iosevka (ˌjɔˈseβ.kʰa)是一种专为编程设计的自由及开放源代码的等宽字体。Iosevka通过使用自定义字体生成软件以声明式方式构建，并且对CJK字符支持良好。默认的构建有两种风格，每种风格有九个不同的字重，并且都包含斜体和倾斜版本。Iosevka的字符集覆盖了Unicode基本多文种平面的大部分，以及帶圈字母數字補充中的一些字符。